# Pergamino
Pergamino é uma cidade da Argentina, localizada na província de Buenos Aires. Sua população é de 85.487 habitantes (2001).